# ГЕС-ГАЕС Srinagarind
ГЕС-ГАЕС Srinagarind — гідроелектростанція на заході Таїланду за чотири десятки кілометрів від кордону з М'янмою. Знаходячись перед ГЕС Tha Thung Na (39 МВт), становить верхній ступінь у каскаді на річці Kwae Yai, яка є лівим витоком Mae Klong (впадає до північної частини Сіамської затоки).
У межах проєкту річку перекрили кам'яно-накидною греблею з глиняним ядром висотою 140 метрів, довжиною 610 метрів та шириною по гребеню 15 метрів. Вона утримує найбільше в країні водосховище з площею поверхні 419 км2 та об'ємом 17745 млн м3 (корисний об'єм 10 265 млн м3).
Пригреблевий машинний зал у 1980 році обладнали трьома турбінами типу Френсіс потужністю по 120 МВт. Використовуючи наявність нижче по течії водосховища компенсуючої греблі Tha Thung Na, у 1986-му станцію доповнили функцією гідроакумуляції, встановивши оборотну турбіну типу Френсіс потужністю 180 МВт у генераторному та 205 МВт у насосному режимах. А за п'ять років ввели в експлуатацію ще один такий же агрегат.
Максимальний операційний рівень води у сховищі знаходиться на позначці 182,4 метра НРМ, при цьому перші три гідроагрегати можуть працювати при зниженні рівня поверхні до 152,2 метра НРМ, тоді як для оборотних турбін потрібен показник не менше за 162 метри НРМ. У нижньому резервуарі Tha Thung Na відбувається коливання поверхні між позначками 55,5 та 59,7 метра НРМ.
За рік станція виробляє 1140 млн кВт·год електроенергії на рік.
Видача продукції відбувається по ЛЕП, розрахованих на роботу під напругою 230 та 115 кВ.
Окрім виробництва електроенергії комплекс забезпечує зрошення 200 тисяч гектарів земель.